# A Girl Like You (Edwyn Collins)
A Girl Like You is een nummer van het Britse singer-songwriter Edwyn Collins. Hij schreef het nummer zelf en nam ook de productie voor zijn rekening. In december 1994 werd het uitgebracht als eerste single van het derde studioalbum van de zanger, genaamd Gorgeous George.

## Achtergrond
Op het nummer speelt Paul Cook, de drummer van Sex Pistols, mee. Collins schreef het nummer over een 'mythisch meisje'.

## Hitnoteringen en prijzen
A Girl Like You bereikte in eigen land de vierde plek in de UK Singles Chart. Ook in Duitsland, Frankrijk, Zweden, Wallonië, Schotland, Australië, Denemarken, Oostenrijk, Noorwegen, Ierrland en Zwitserland haalde het een plek in de top tien. In Vlaanderen en IJsland kwam het zelfs op nummer één te staan. In de Nederlandse Top 40 stond het zes weken genoteerd, met een zestiende plek als hoogste notering.

### Nederlandse Top 40
| Hitnotering: 24-12-1994 t/m 04-02-1995 | Hitnotering: 24-12-1994 t/m 04-02-1995 | Hitnotering: 24-12-1994 t/m 04-02-1995 | Hitnotering: 24-12-1994 t/m 04-02-1995 | Hitnotering: 24-12-1994 t/m 04-02-1995 | Hitnotering: 24-12-1994 t/m 04-02-1995 | Hitnotering: 24-12-1994 t/m 04-02-1995 | Hitnotering: 24-12-1994 t/m 04-02-1995 |
| Week:                                  | 1                                      | 2                                      | 3                                      | 4                                      | 5                                      | 6                                      |                                        |
| -------------------------------------- | -------------------------------------- | -------------------------------------- | -------------------------------------- | -------------------------------------- | -------------------------------------- | -------------------------------------- | -------------------------------------- |
| Positie:                               | 35                                     | 29                                     | 24                                     | 18                                     | 16                                     | 23                                     | uit                                    |